# Джавад Зарінче
Джавад Зарінче (перс. جواد زرینچه‎; нар. 23 червня 1966, Тегеран, Іран) — іранський футболіст, тренер та футбольний адміністратор, виступав на позиції захисника. Один з найкращих правих захисників іранського футболу.

## Клубна кар'єра
Вихованець столичного клубу «Локомотива» (Тегеран), на юнацькому рівні грав також за «Бутан» та «Жендермері». У дорослому футболі дебютував 1985 року в першій команді «Жендермері». У 1987 році перебрався в «Естеґлал». З 1991 по 1993 рік виступав за «Кешаварц». Потім повернувся до «Естеґлала», в якому з 1997 по 2000 рік був капітаном команди. У 1998 році разом з «Естеґлалем» виграв чемпіонат Ірану. Кар'єру футболіста завершив у «Саба Кумі», кольори якого захищав з 2003 по 2004 рік.

## Кар'єра в збірній
У футболці національної збірної Ірану дебютував 1987 року. Ходили чутки, що головний тренер національної збірної Ірану Мохаммад Маєлікохан у той час не запросив його до національної команди через свою неприязнь до гравців «Естеґлала». Тому за період роботи в збірній Ірану Маєлікохан не викликав Джавада. Після звільнення Мохаммада Біджан Зольфагарнасаб запросив його до національної команди. Учасник Кубку Азії 1992 року. На чемпіонаті світу 1998 року у складі іранської збірної зіграв на позиції правого захисника. Перший гол Ірану у воротах збірної США відбувся саме після передачі Зарінче. Чемпіонат світу 1998 року став останнім великим турніром для Джавада у футболці збірної Ірану. Загалом же на турнірі зіграв у 3-х поєдинках — проти Югославії, США та Німеччини. Кар'єру в збірній завершив 2000 року, за цей час зіграв 80 матчів та відзначився 1 голом у складі збірної Ірану.

## Кар'єра тренера
Ще будучи гравцем «Естеґлала» тричі виконував обов'язки головного тренера команди (1999, 2003). У сезоні 2003/04 років — граючий асистент головного тренера «Саба Кум». З 2008 по 2014 рік працював головним тренером «Санає» (Арак), «Алюмініум Хормозган», «Санаті Каве», «Рахіан» (Керманшах) та «Шардарі» (Ясудж). По завершенні кар'єри гравця розпочав тренерську діяльність. У сезоні 2014/15 років допомагав тренувати «Естеґлал».

## Досягнення

### Як гравця
«Естеґлал»
- Про-ліга Ірану
  -  Чемпіон (3): 1989/90, 1997/98, 2000/01

- Кубок Хазфі
  -  Володар (2): 1995/96, 1999/00

Іран
- Бронзовий призер Кубка Азії: 1988
- Переможець Азійських ігор: 1990, 1998